# Simion Popescu
Simion Popescu (Cuptoare, Rumania, 11 de agosto de 1940) es un deportista rumano retirado especialista en lucha grecorromana donde llegó a ser medallista de bronce olímpico en México 1968.

## Carrera deportiva
En los Juegos Olímpicos de 1968 celebrados en México ganó la medalla de bronce en lucha grecorromana estilo peso pluma, tras el luchador soviético Roman Rurua (oro) y el japonés Hideo Fujimoto (plata).